# Mieczysław Halka-Ledóchowski
Mieczysław Halka-Ledóchowski, poljski rimskokatoliški duhovnik, škof in kardinal, * 29. oktober 1822, Gorki, † 22. julij 1902.

## Življenjepis
13. julija 1845 je prejel duhovniško posvečenje. 
30. septembra 1861 je bil imenovan za naslovnega nadškofa Teb, 1. oktobra za apostolskega nuncija v Belgiji in 3. novembra istega leta je prejel škofovsko posvečenje. 8. januarja 1866 je bil imenovan za nadškofa Gniezno-Poznanja; s tega položaja se je upokojil 2. februarja 1896.
15. marca 1875 je bil povzdignjen v kardinala. 7. aprila 1876 je bil ustoličen kot kardinal-duhovnik S. Maria in Ara Coeli. 
26. januarja 1896 je bil imenovan za prefekta Kongregacije za propagando vere in 30. novembra 1896 za kardinal-duhovnika S. Lorenzo in Lucina.